# Galícia EC
Galícia EC is een Braziliaanse voetbalclub uit Salvador in de deelstaat Bahia.

## Geschiedenis
De club werd opgericht op 1 januari 1933 door Spaanse immigranten uit de autonome regio Galicië. De club werd al snel een sterke club in de staatscompetitie. De club werd van 1941 tot 1943 drie jaar op rij kampioen en was de eerste club in Bahia die daarin slaagde. In 1968 werd de club voor een laatste keer kampioen. Hierna werd de club wel nog drie keer vicekampioen, in 1980, 1982 en 1995. In 1999 degradeerde de club. Na een veertien jaar lange afwezigheid keerde de club in 2014 terug naar de hoogste klasse. In 2015 en 2016 bereikte de club telkens de kwartfinale om de titel en in 2017 volgde een nieuwe degradatie.

## Erelijst
Campeonato Baiano
1937, 1941, 1942, 1943, 1968

## Bekende ex-spelers
- Maneca